# Feliniopsis uniformis
Feliniopsis uniformis là một loài bướm đêm trong họ Noctuidae.